# Eva Emingerová
Eva Emingerová-Dostálová (* 19. října 1963, Benešov u Prahy) je bývalá československá reprezentantka ve volejbalu, dnes jazzová zpěvačka. Účinkovala na 20 různých hudebních albech, natočila celkem 6 vlastních sólových alb.

## Život
Pochází z hudební rodiny, její otec byl profesionální klarinetista. Od 10 let hrála volejbal za RH Praha, získala 6 titulů Mistra ČSSR. Zúčastnila se Mistrovství světa 1986, Mistrovství Evropy 1985 a Mistrovství Evropy 1987, na kterém získala bronzovou medaili. Prošla i zahraničním angažmá v Německu.
Jako zpěvačka nejprve zpívala v otcově kapele, od roku 1990 začala vystupovat se Swing Bandem Ferdinanda Havlíka, vystupovala zde například i s Jiřím Suchým. Později se stala členkou skupiny Classic Jazz Collegium trumpetisty Luboše (Boba) Zajíčka. Později vystupovala také s dalšími českými jazzovými orchestry, jako Originální Pražský Synkopický Orchestr Pavla Klikara nebo jazzová kapela Steamboat Stompers. Dnes vystupuje se svým vlastním čtyřčlenným orchestrem.
Má tři děti:
- dcera Anna Dostálová (* 1991) je česká volejbalistka, v sezóně 2011–2012 byla extraligovou hráčkou týmu Slavia Praha,
- syn, kajakář Josef Dostál (* 1993), vybojoval dne 9. srpna 2012 na Letních olympijských hrách 2012 v Londýně na kanále v Eton Dorney bronzovou olympijskou medaili na čtyřkajaku a na Letních olympijských hrách 2016 v Rio de Janeiru získal stříbrnou medaili na kajaku v kategorii K1 1000 m, na olympiádě v Paříži v roce 2024 se stal olympijským vítězem v závodu singlkajaku na trati 1000 metrů,
- dcera Magdalena Dostálová (* 1995) je česká volejbalistka, juniorská reprezentantka České republiky v plážovém volejbalu. V sezóně 2011–2012 byla kapitánkou volejbalového mistra republiky kadetek Olympu Praha.

## Diskografie

### Sólová alba
- 1998 Tea for two
- 2000 Solitude
- 2004 Sophisticated Lady
- 2005 Colors of my Life
- 2011 Prameny snů
- 2021 Smile[3]